# Деньга

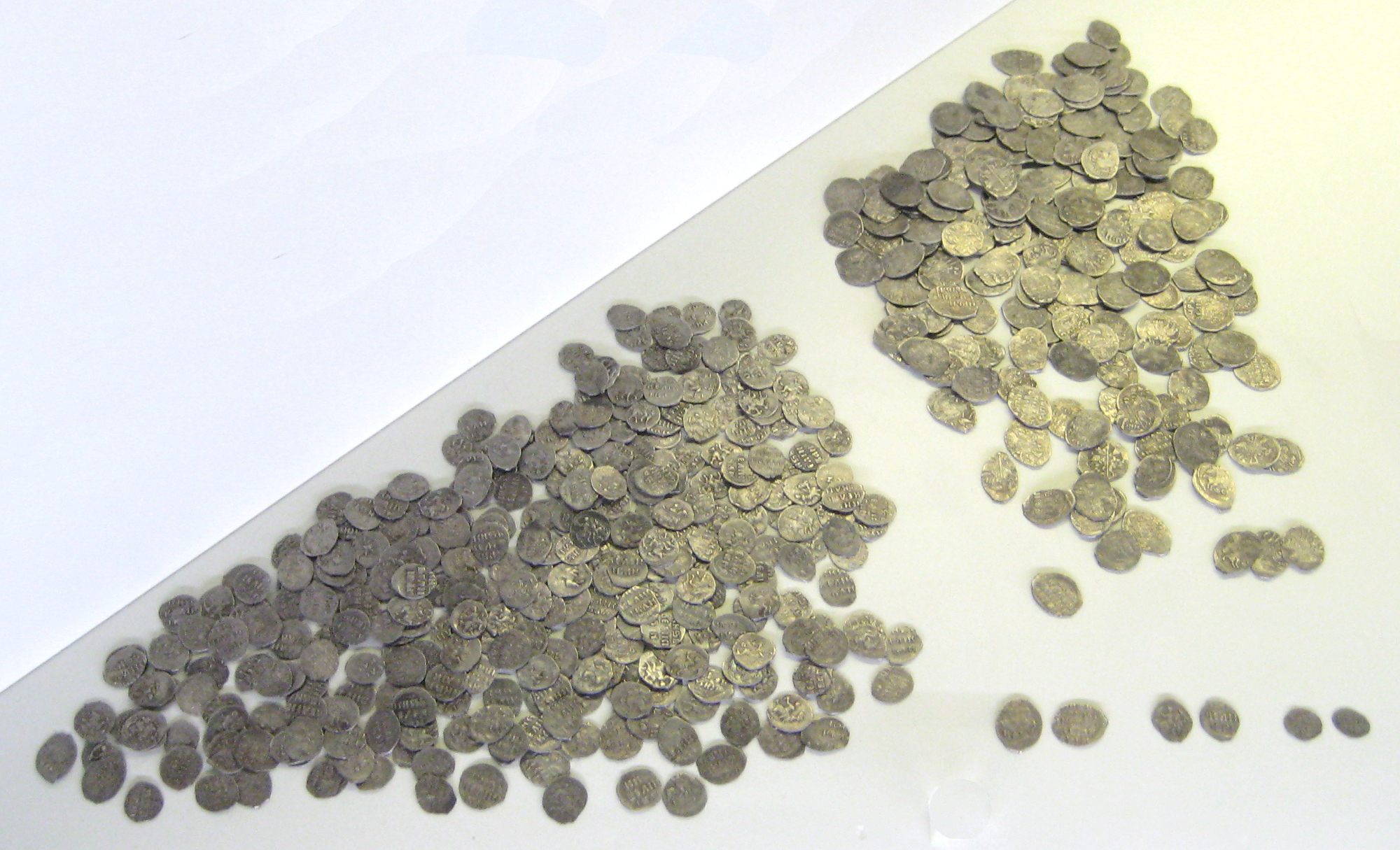
Копейки, денги и полушки времён Ивана Грозного

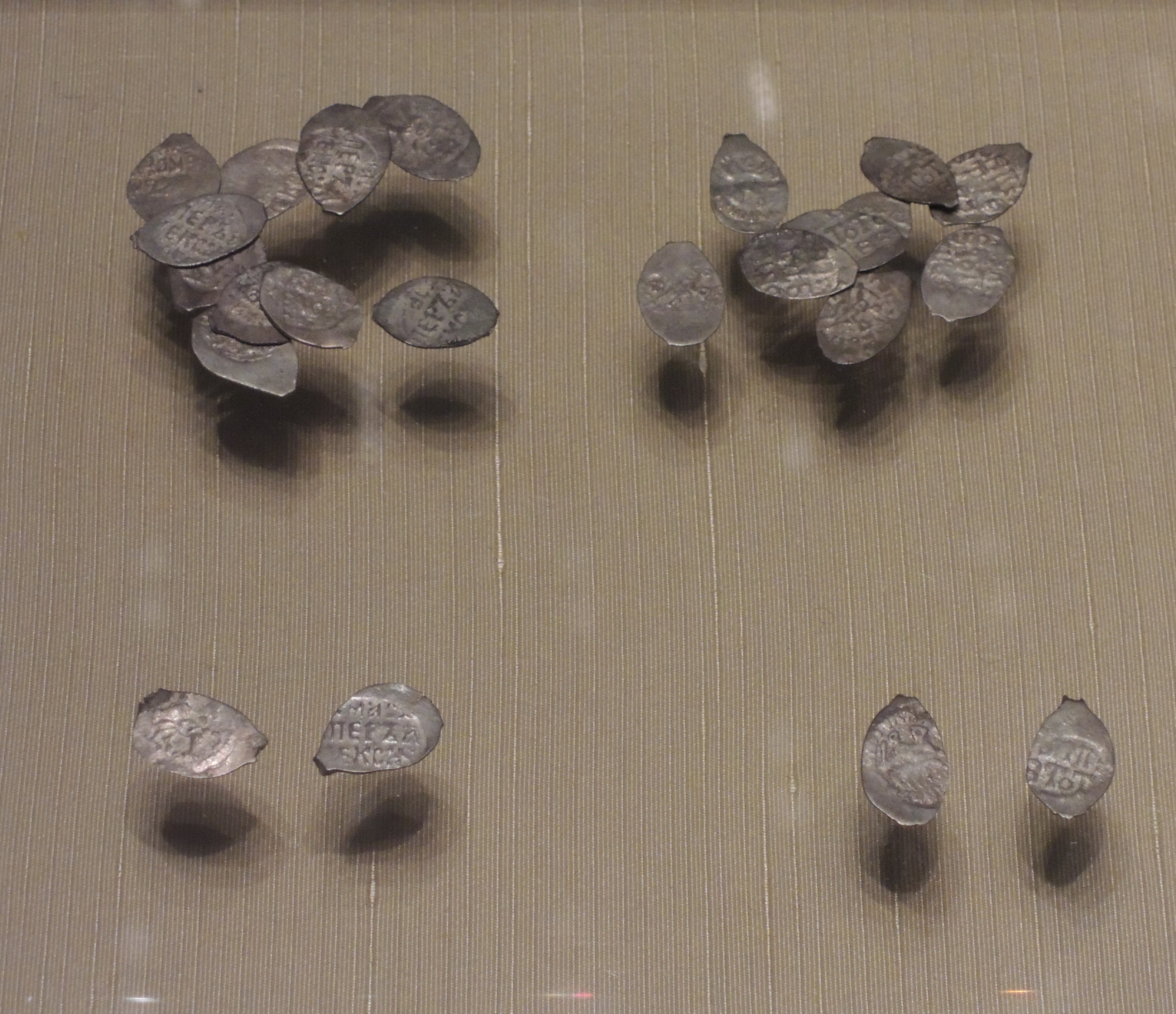
Денга московская времен Ивана III. Москва, 1480-е. Мастер Александро. Серебро, чеканка. ММК

Де́ньга́ (до конца XVIII века — денга, от тюрк. täŋkä «монета») — первоначально общее название джучидских дирхемов и их производных (ярмаков, дангов), а затем их подражаний — древнерусских серебряных монет, чеканившихся начиная со второй половины XIV века в Москве, Новгороде, Рязани, Твери и других центрах монетной чеканки (синонимы в собирательном значении слова — «куны», «чешуйки»).
После реформы Елены Глинской (1535 год), которая в целом завершила централизацию и унификацию денежной системы государства, денга — наименование нескольких номиналов:
- денга новгородская, новгородка, копейная денга (на монете был изображен всадник с копьём), копейка — 1⁄100 рубля;
- денга московская, московка, сабляница (на монете был изображен всадник с саблей), просто денга — 1⁄200 рубля.

В течение XVI—XVII за 1⁄100 рубля окончательно закрепляется название «копейка», а за 1⁄200 — «денга» (с XVIII века — «деньга»).
Отсюда же происходит современный термин «деньги».

## История

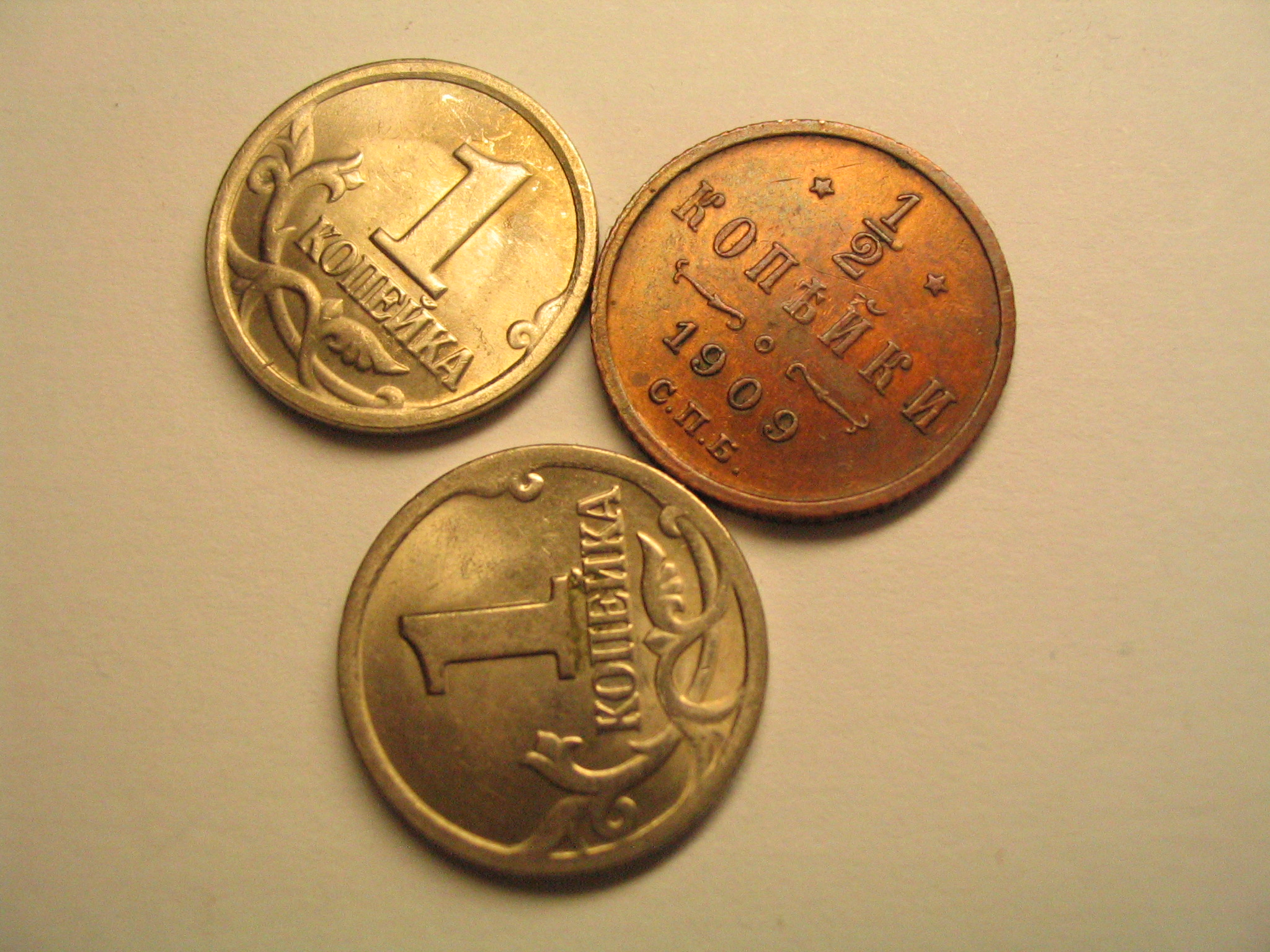
По размеру медные ½ копейки почти не отличались от копейки РФ

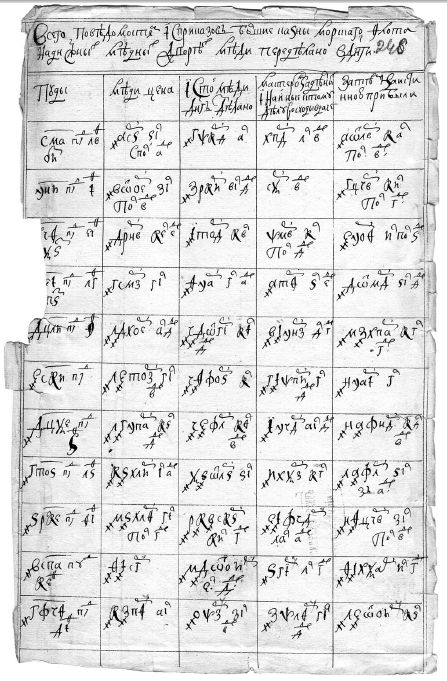
Символы рубля, алтына и деньги в акте передела меди в монету (первая четверь XVIII в.)

Деньга начала чеканиться как серебряная монета в XIV веке в Великом княжестве Московском, а с начала XV века и в других княжествах и республиках (например, начало чеканки денги в Новгородской республике датируется 1420 годом). Из весовой гривны серебра (204 грамма) чеканились 200 монет, которые составляли московский счётный рубль (в те времена рубль как реальная монета не существовал). В этот период денга была основной денежной единицей эмитировавших их княжеств, выпускались также фракции денги — полушка (полуденга) и четвертца (полуполушка).
Со временем весовая норма денги в разных княжествах менялась, что привело к необходимости учёта при расчётах места эмиссии. В XVI веке новгородская денга по весу вдвое превышала московскую. Усиление централизации Русского государства сделало необходимой унификацию региональной монетной чеканки, которая была осуществлена в 1534 году Еленой Глинской. Эта реформа ввела стандарт на чеканку «московки» (московской денги) и «новгородки» (новгородской денги), причём одна «новгородка» равнялась двум «московкам». На аверсе «московки» изображался всадник с саблей, а на аверсе «новгородки» — всадник с копьём, из-за чего «новгородку» вскоре начинают называть копейкой. Из гривны серебра чеканилось 300 «новгородок» (их средний вес составлял 0,68 грамма) или 600 «московок» (средний вес 0,34 грамма), а 100 «новгородок» составляли московский счётный рубль. Впоследствии в связи с постоянным ухудшением монетной стопы более весомая копейка вытеснила денгу, сделав её второстепенным номиналом.
Эта ситуация была закреплена денежной реформой Петра I, которая ввела в обращение медную копейку, а деньгу сделало её фракцией стоимостью 1⁄2 копейки. Такая система просуществовала до ликвидации Российской империи в 1917 году и последующей денежной реформы.
Обозначение номинала на монетах со временем менялось: до 1838 года — «деньга», в 1839—1848 годах — «1⁄2 копейки серебромъ», в 1849—1866 годах — «денежка», с 1867 года — «1⁄2 копейки».
В СССР медная монета номиналом «полкопейки» массово чеканилась в 1925, 1927 и 1928 годах.

## ½ копейки 1961 года
Лежит копейка на тротуаре, иной человек проходит и не нагнётся, чтобы поднять её. А когда будут новые деньги, копейка не будет валяться— Никита Хрущев на заседании Верховного Совета СССР, обсуждавшем запланированную на 1961 год деноминацию рубля

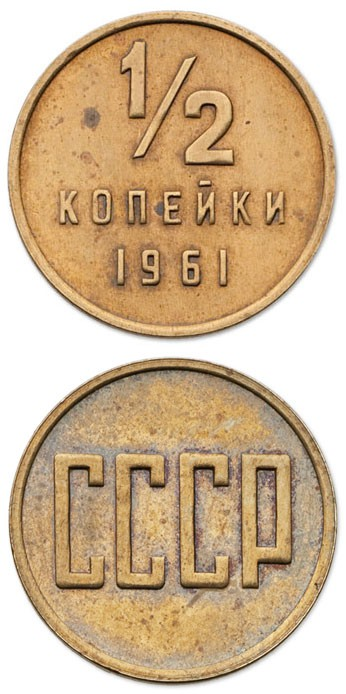
1/2 копейки 1961 г. (пробная)

Обмен денег в пропорции 10:1 в 1961 году предполагал соответствующее изменение розничных цен. В случаях, когда количество копеек оканчивалось на цифру, отличную от нуля, предполагалось использовать монеты достоинством в полкопейки, наподобие монет, чеканившейся в Советском Союзе во второй половине 1920-х. Однако после изготовления «пробников» стало ясно, что массовый выпуск полукопеек будет слишком затратным, и в результате цены на товары и услуги первой необходимости округлили в меньшую сторону, а на товары повседневного спроса — в большую.
По словам эксперта фирмы «Монеты и медали» Андрея Федорина, пробных полукопеек 1961 года сохранилось не более 10 штук. Два экземпляра чуть разного дизайна и величины были проданы этим аукционным домом по 550 000 рублей каждый.

## Галерея

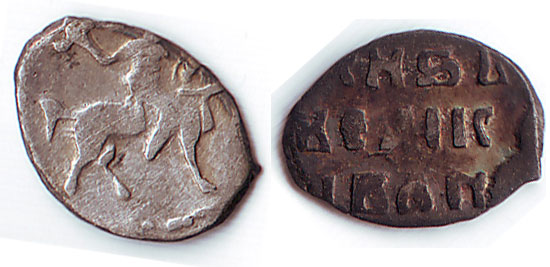
Серебряная деньга Иван Грозный, XVI век
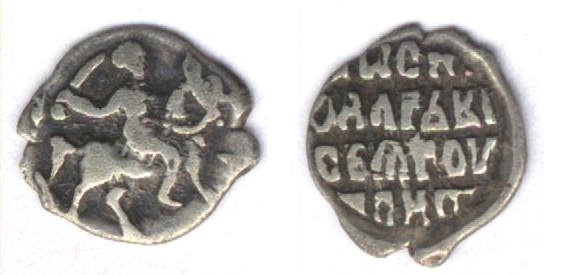
Серебряная денга («московка»), 1535, Тверь
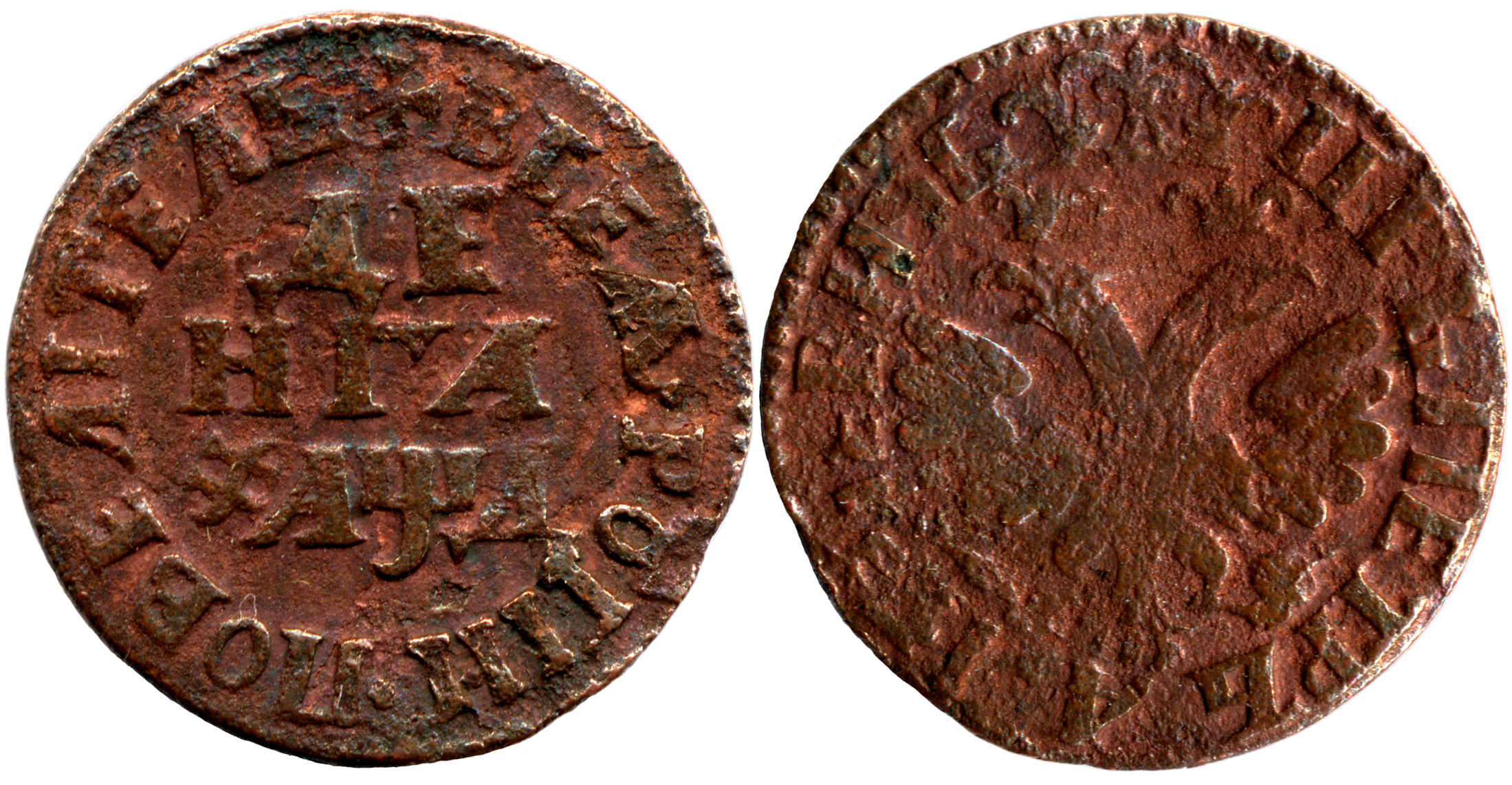
Деньга Петра I 1704, медь
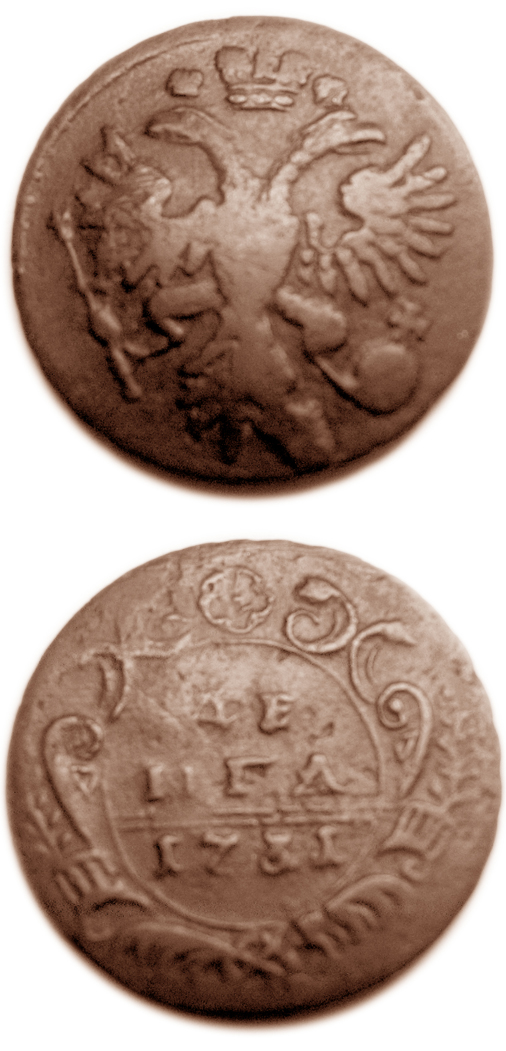
Медная денга Анны Иоановны, 1731
Медная деньга Александра I, 1805
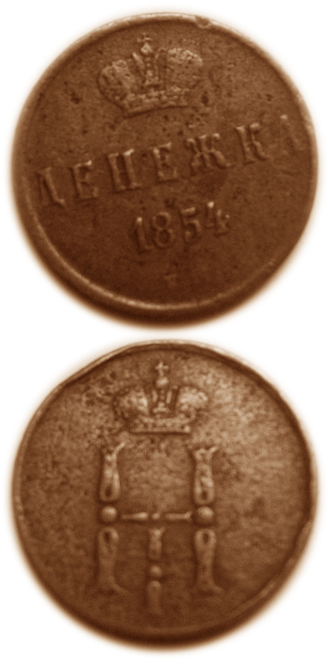
Медная денежка, 1854
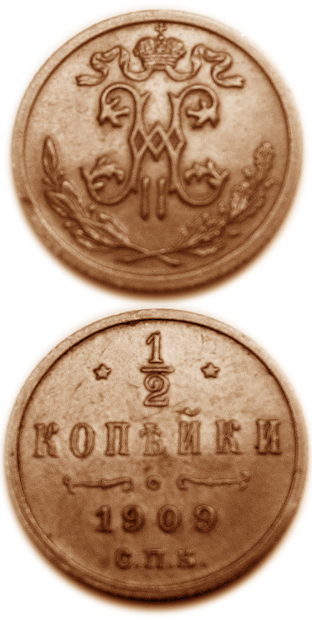
Медные 1/2 копейки, 1909
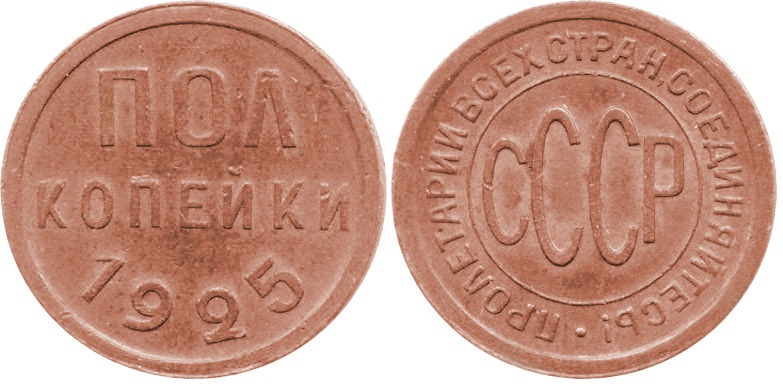
Медные полкопейки 1925, СССР